# Libania Grenot
Libania Grenot (Santiago de Cuba, Cuba, 12 de julio de 1983) es una atleta italiana de origen cubano, especialista en la prueba de 4x400 m en la que llegó a ser medallista de bronce europea en 2016.

## Carrera deportiva
En el Campeonato Europeo de Atletismo de Zúrich 2014 ganó la medalla de oro en los 400 metros, con un tiempo de 51.10 segundos, llegando a meta por delante de la ucraniana Olha Zemliak (plata con 51.36 s) y la española Indira Terrero (bronce).
Dos años después, en el Campeonato Europeo de Atletismo de 2016 ganó la medalla de bronce en los relevos de 4x400 metros, con un tiempo de 3:27.49 segundos, llegando a meta tras Reino Unido (oro) y Francia (plata), siendo sus compañeras de equipo: Maria Benedicta Chigbolu, Maria Enrica Spacca y Chiara Bazzoni.